# Línea Arbus
ArBus era un servicio de transporte terrestre que conectaba, punto a punto, Aeroparque con el Aeropuerto Internacional de Ezeiza y con cuatro de los principales destinos de la ciudad de Buenos Aires: Puente Saavedra, Pacífico, Retiro y el Microcentro. El servicio, operado por Intercargo, funcionaba los 365 días del año entre las 6:00 y las 0:00, con una espera máxima de 30 minutos. 

## Recorridos
- Aeroparque Jorge Newbery - Retiro: Terminal de ómnibus - Acceso a puente N° 2
- Aeroparque Jorge Newbery - Terminal Madero
- Aeroparque Jorge Newbery - Puente Saavedra: Juan Zufriategui y Av. Maipú
- Aeroparque Jorge Newbery - Puente Pacífico: Av. Int. Bullrich y Av. Santa Fe
- Aeroparque Jorge Newbery - Parroquia Inmaculada Concepción: Av. Juramento y Cuba
- Aeroparque Jorge Newbery - Aeropuerto de Ezeiza

## Características

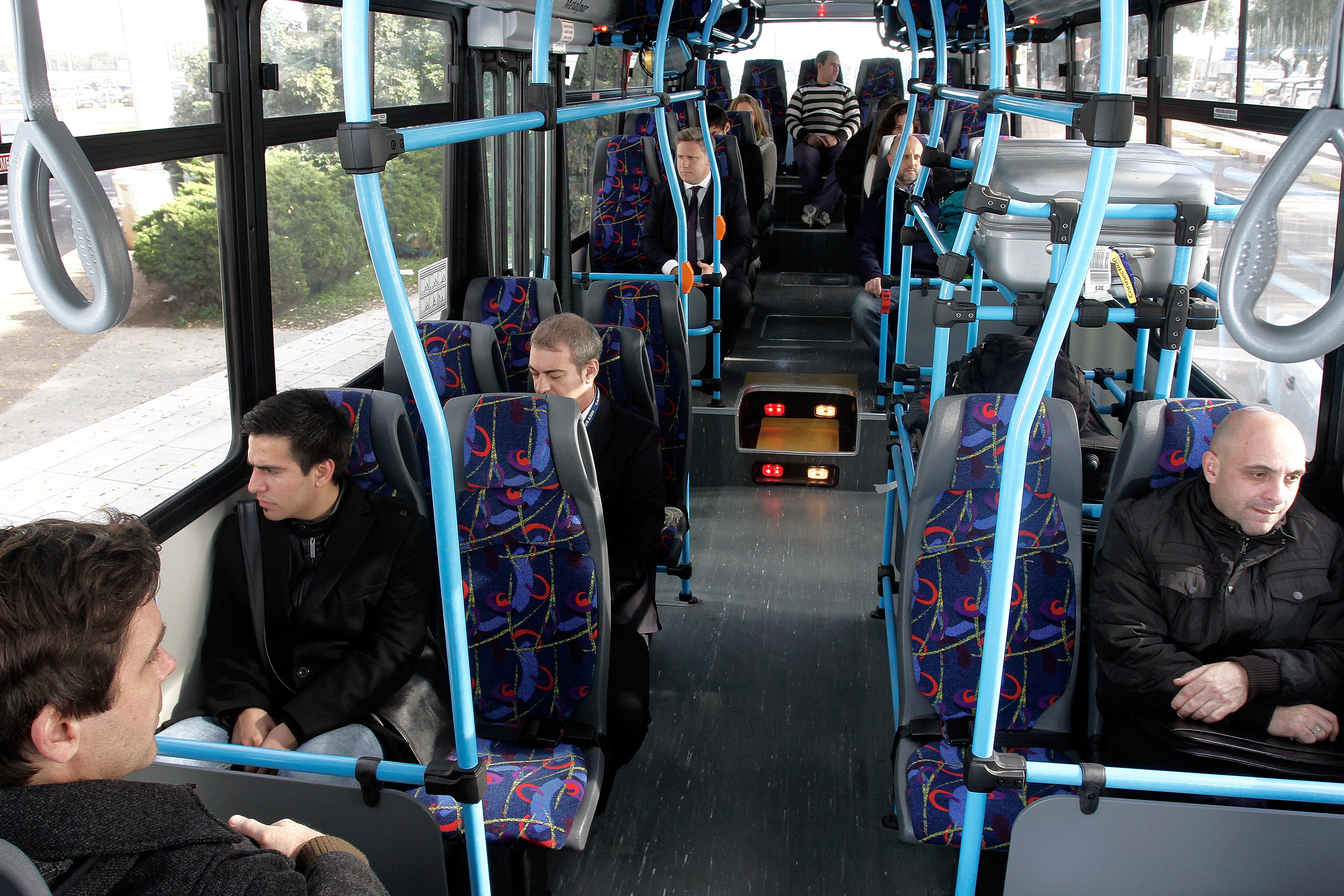
Arbus - Micro interior

ArBus funcionaba todos los días entre las 6:00 y las 0:00, con una frecuencia máxima de media hora. La flota estaba compuesta por 15 buses con capacidad para 35 personas y cuentan con diferentes servicios a bordo: Wi-Fi, cámaras de seguridad, televisión digital abierta, guarda equipaje, rampa para discapacitados y aire acondicionado.

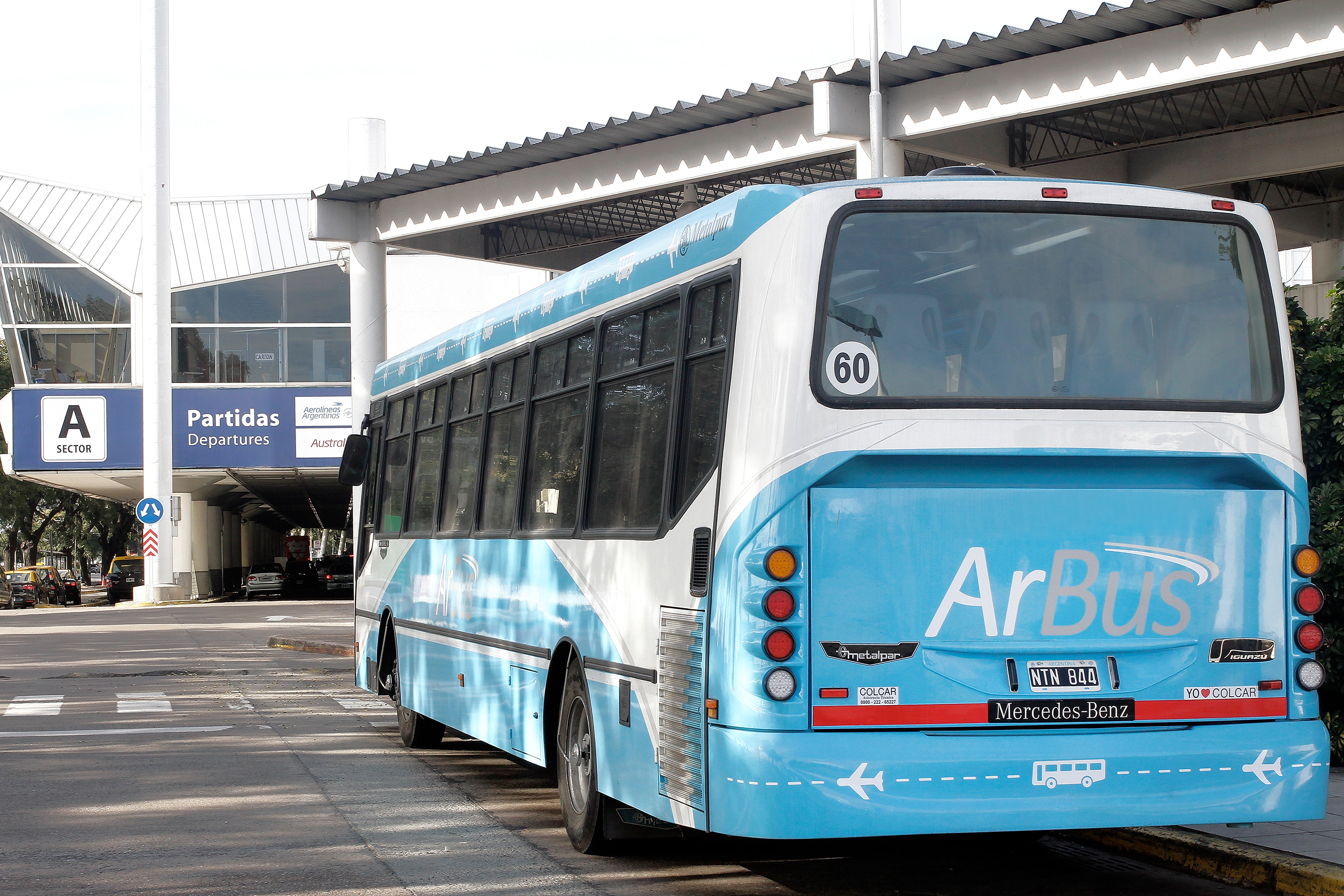
Arbus - Servicio de transporte Aeroparque Jorge Newbery

ArBus tuvo una tarifa plana de 75 pesos y el servicio se abonaba únicamente a través de medios electrónicos de pago (Tarjeta SUBE, tarjetas de crédito y débito). Los jubilados, pensionados, empleadas domésticas, beneficiarios de la Asignación Universal por Hijo, asignación por embarazo y excombatientes de Malvinas pagan una tarifa diferencial de 12 pesos. No abonan boleto los menores de cuatro años y pasajeros discapacitados.

## Reorganización del servicio
Desde julio de 2016, se dispuso finalizar con el convenio que mantenía con Aerolíneas Argentinas eliminando así la interconexión gratuita entre aeropuerto de Ezeiza y Aeroparque. A 2017 logró reducir su déficit un 70 por ciento.

## Cierre de la línea
A principios de 2018 el Ministerio de Transporte anunció que por producir grandes pérdidas económicas se discontinuaba el funcionamiento de la línea.